# Fernando Reis
Fernando Saraiva Reis  (São Paulo, 10 de marzo de 1990) es un levantador de pesas de Brasil. Quedó quinto en los Juegos Olímpicos de Río 2016, ganó una medalla de bronce en el Campeonato Mundial de 2018 y es tres veces campeón de los Juegos Panamericanos, además de tener el récord de América en la categoría de más de 105 kg y, tras la reestructuración de las categorías de peso en 2018, en la categoría de más de 109 kg.